# هيرشبرغ
هيرشبرغ (زاله) (بالألمانية: Hirschberg, Thuringia) هي بلدة ألمانية تقع في ألمانيا في تورينغن. يقدر عدد سكانها بـ 2,526 نسمة .